# David Klöcker Ehrenstrahl

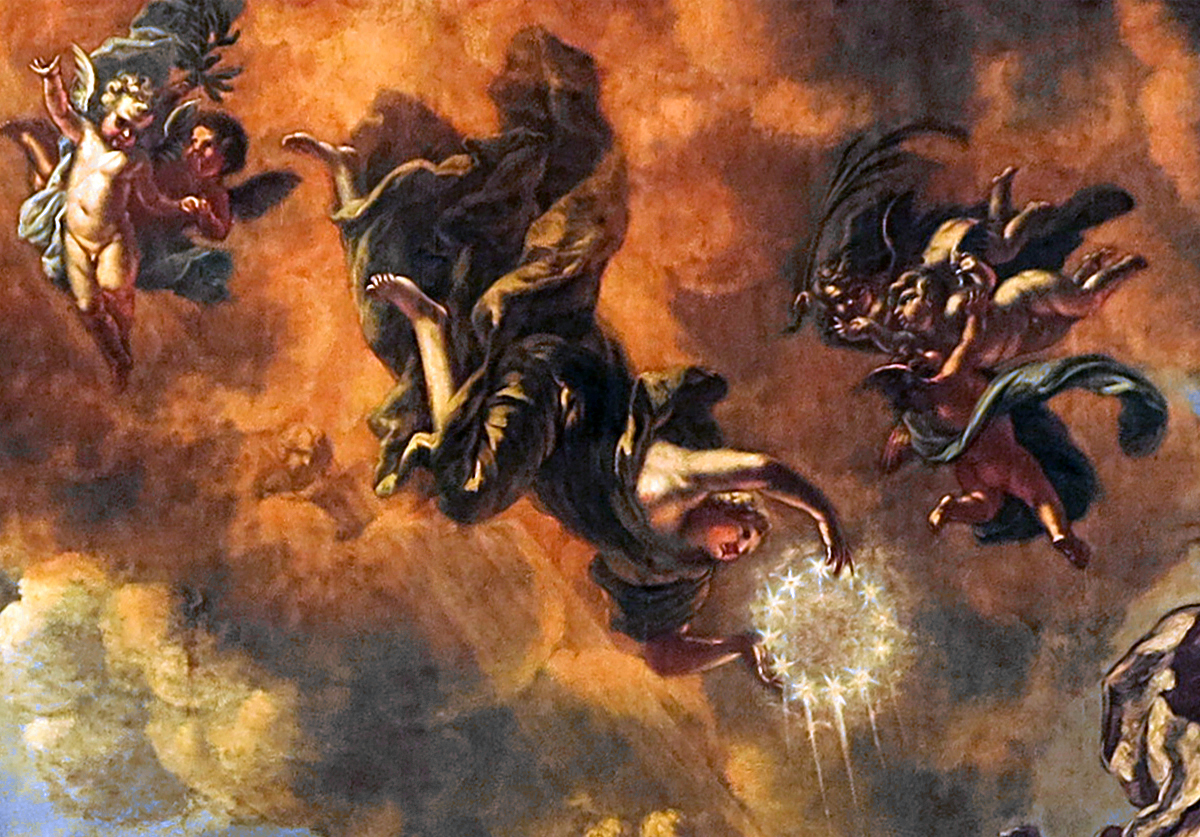
La Corona de la Inmortalidad, celebrara por la figura alegórica eterna (Eternidad) en su fresco en la casa de caballeros por David Klöcker Ehrenstrahl

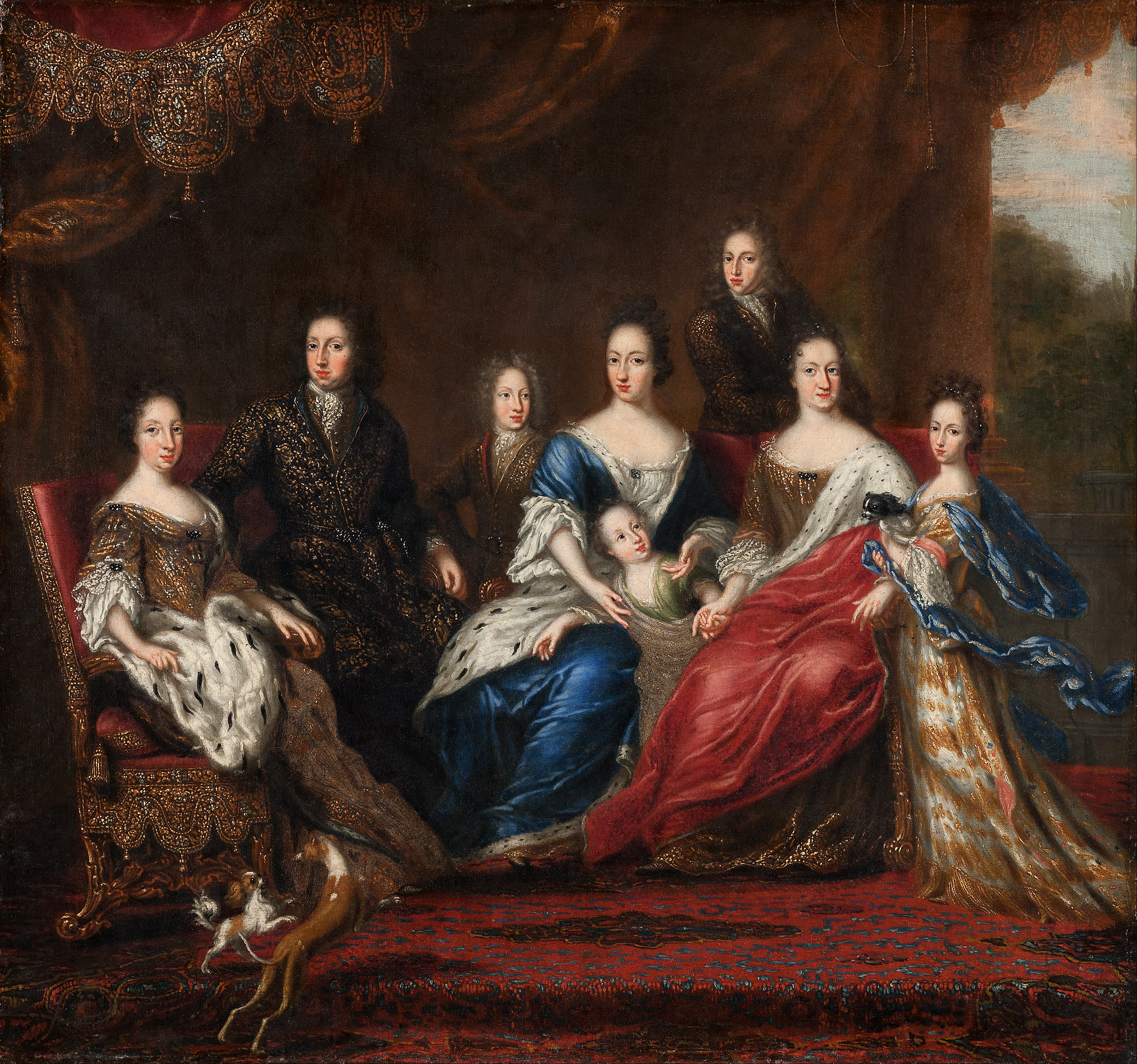
Carlos XII de Suecia con familiares en Holstein-Gottorp, 1691

David Klöcker Ehrenstrahl (23 de septiembre de 1628-23 de octubre de 1698) fue un noble y pintor de retratos germano-sueco.

## Biografía
Nació en Hamburgo.  En 1652, con veinticuatro años de edad, a petición de Carl Gustaf Wrangel, se trasladó al castillo de Skokloster, de sus estudios de arte en los Países Bajos. Entre 1654 y 1661 estudió en Italia y visitó las cortes de Francia e Inglaterra. En su regreso ya era un pintor de cámara afamado. Fue ascendido a la nobleza en 1674 y se convirtió en miembro independiente de la corte en 1690. Mikael Dahl, David von Krafft y su hija Anna Maria (nacida en 1666) se cuentan entre sus alumnos. David Klöcker se convirtió en pintor de la corte 1661 y se casó con Maria Momma en 1663.

## Obra
La alegoría de la inmortalidad que pintó en un fresco en el techo de una gran sala, titulada Las grandes acciones de los reyes suecos, en la Casa sueca de Caballeros, hecha entre 1670 y 1675, se considera su obra más significativa. Una segunda versión fue hecha en el palacio de Drottningholm, la casa de la Familia Real sueca, en 1695. El fresco, también pasó a ser el motivo del 1000.º y el sello más grande jamás hecho por Czesław Słania, el sello de cartas polaco y grabado en billetes.
Ehrenstrahl es también conocido por su propuesta, en 1694, que dice: «El arte presenta enigmas que pueden ser no resueltos por todo el mundo».  Falleció en Estocolmo.

## Galería

Margarita Juliana Wrangel y sus hermanos. La pintura de 1651 se puede encontrar en Skokloster
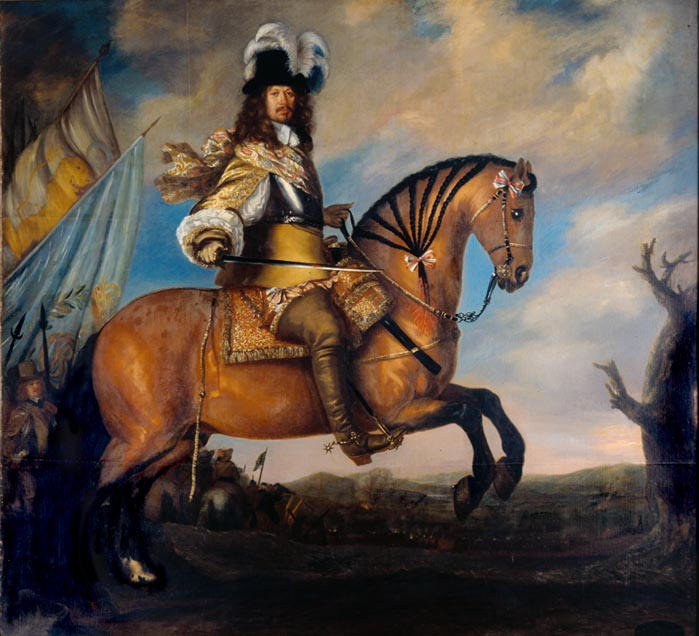
Carl Gustaf Wrangel
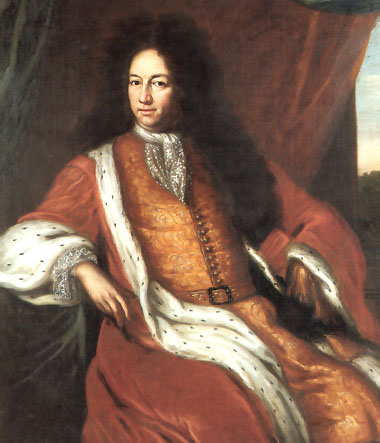
Carl Piper
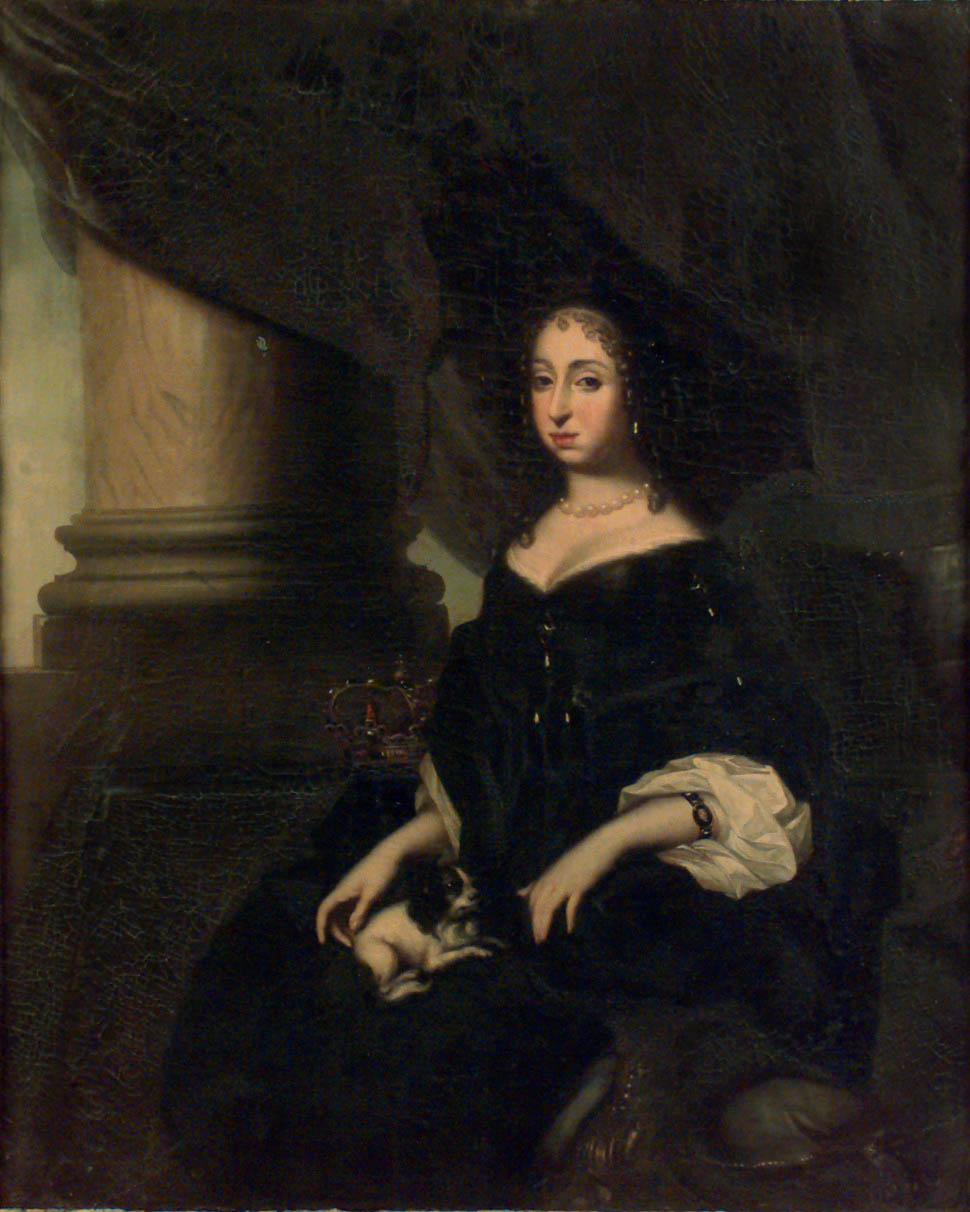
Reina Eduviges Leonor
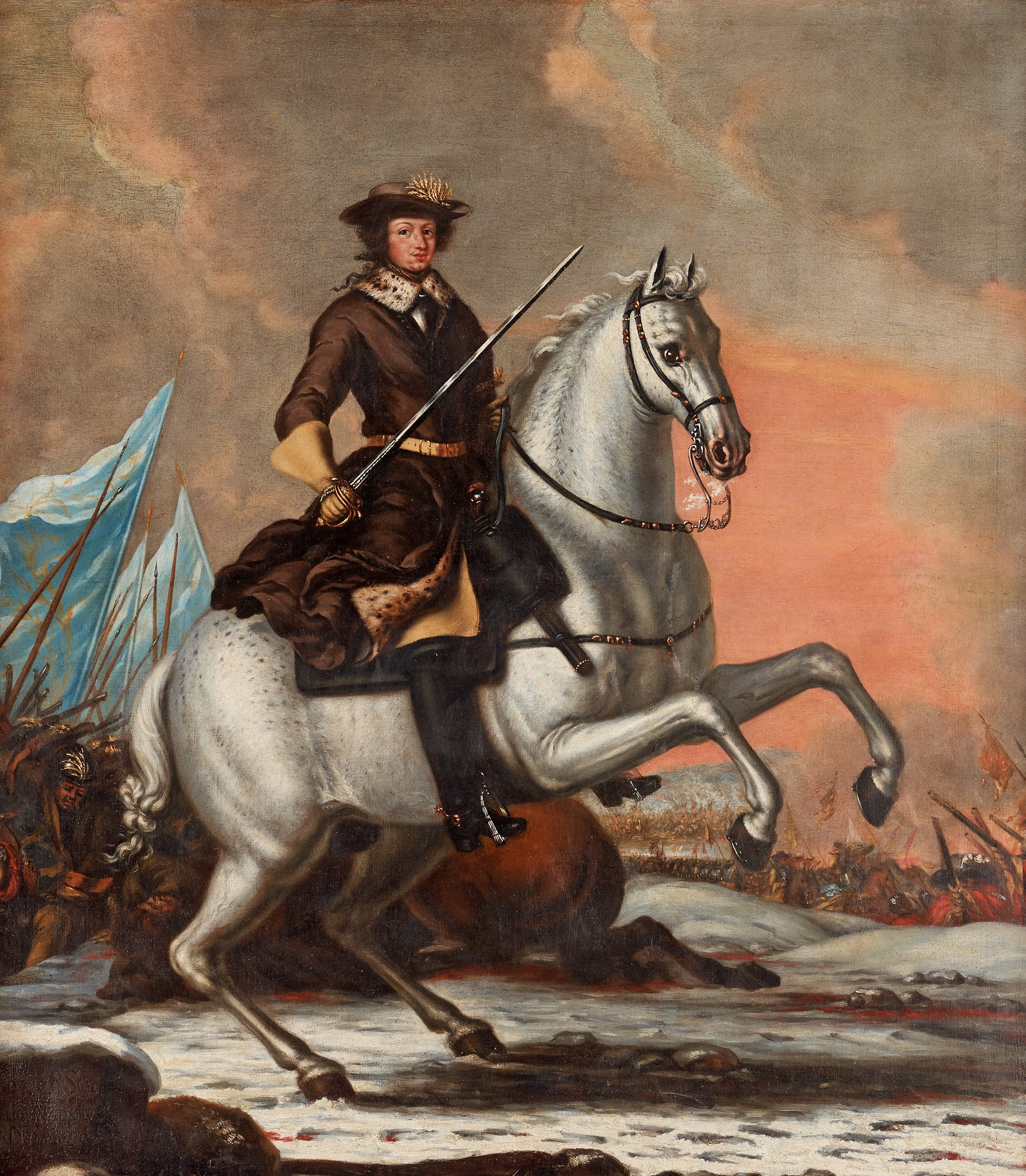
Carlos XI
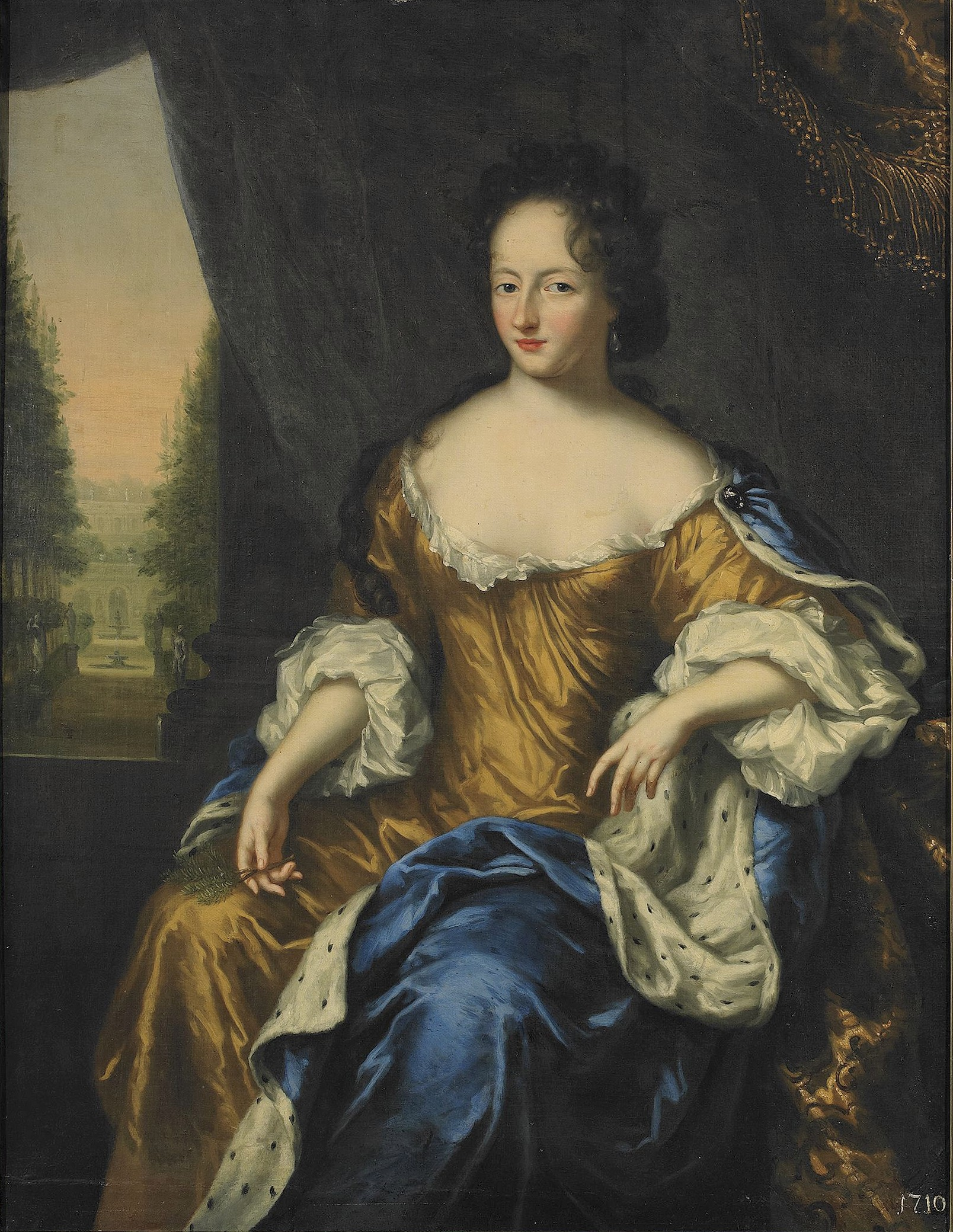
Drottning Ulrica Leonor
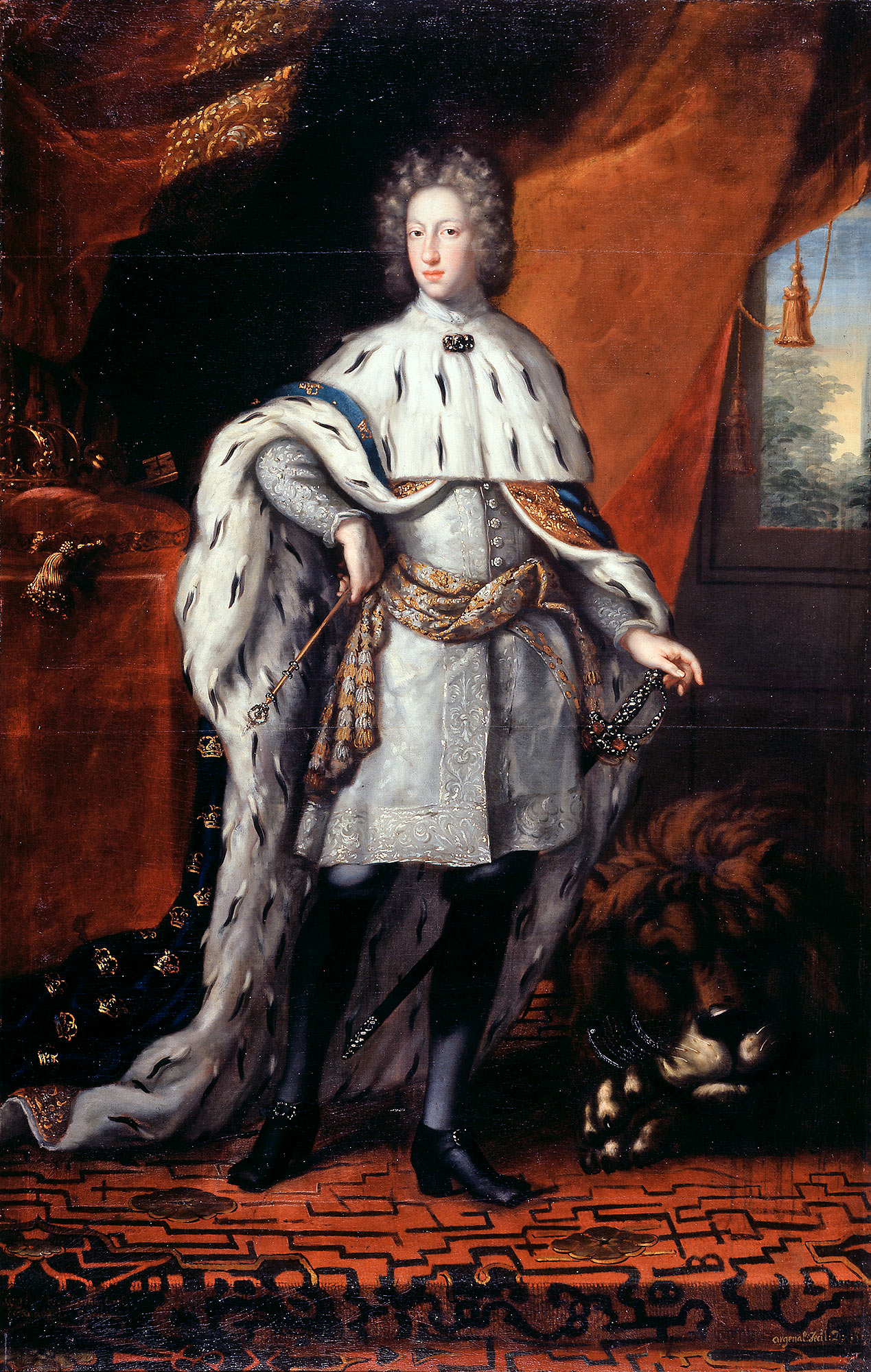
Karl XII
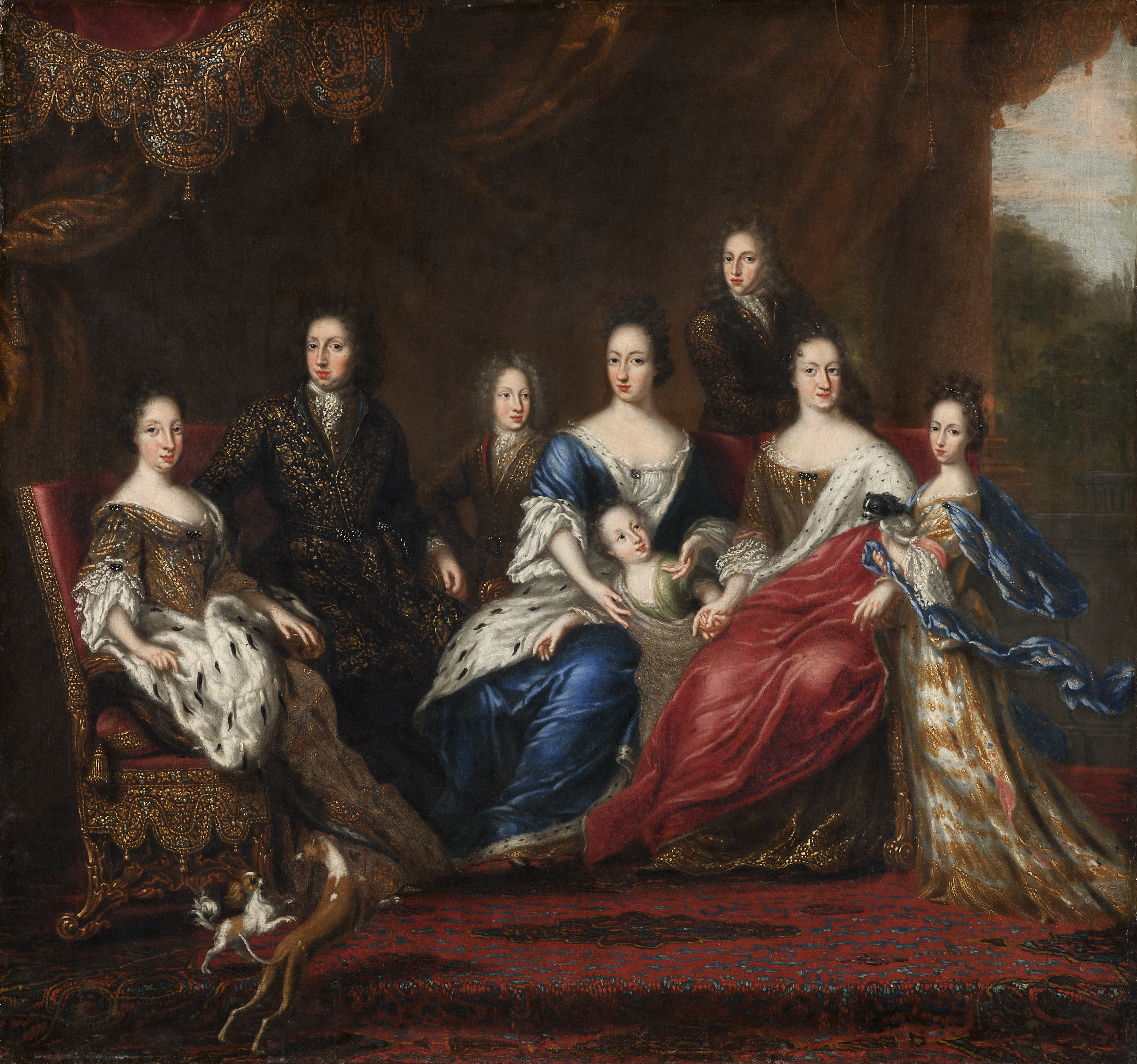
Familia Real Sueca, cerca de 1690.
Condesa Margareta Juliana Wrangel
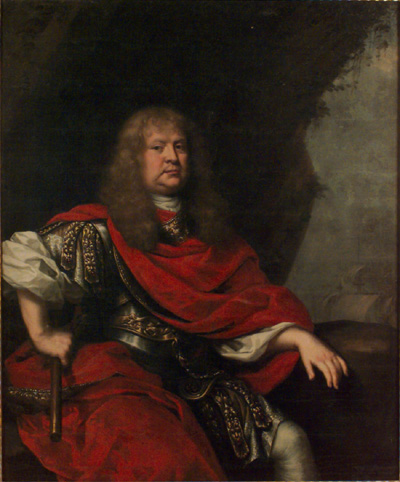
Greven Nils Brahe.
Orrspel, 1675
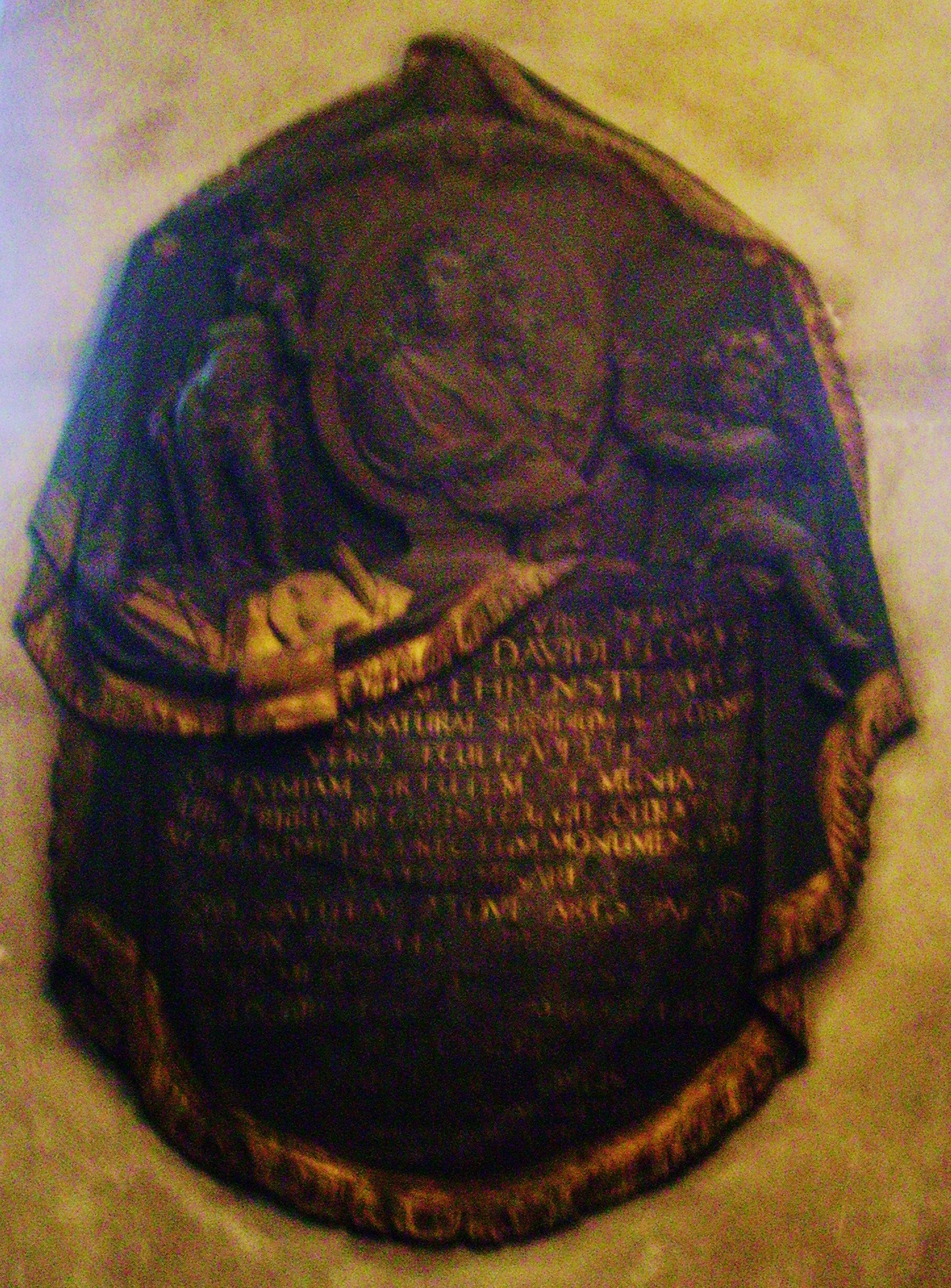
Gravvård i Storkyrkan
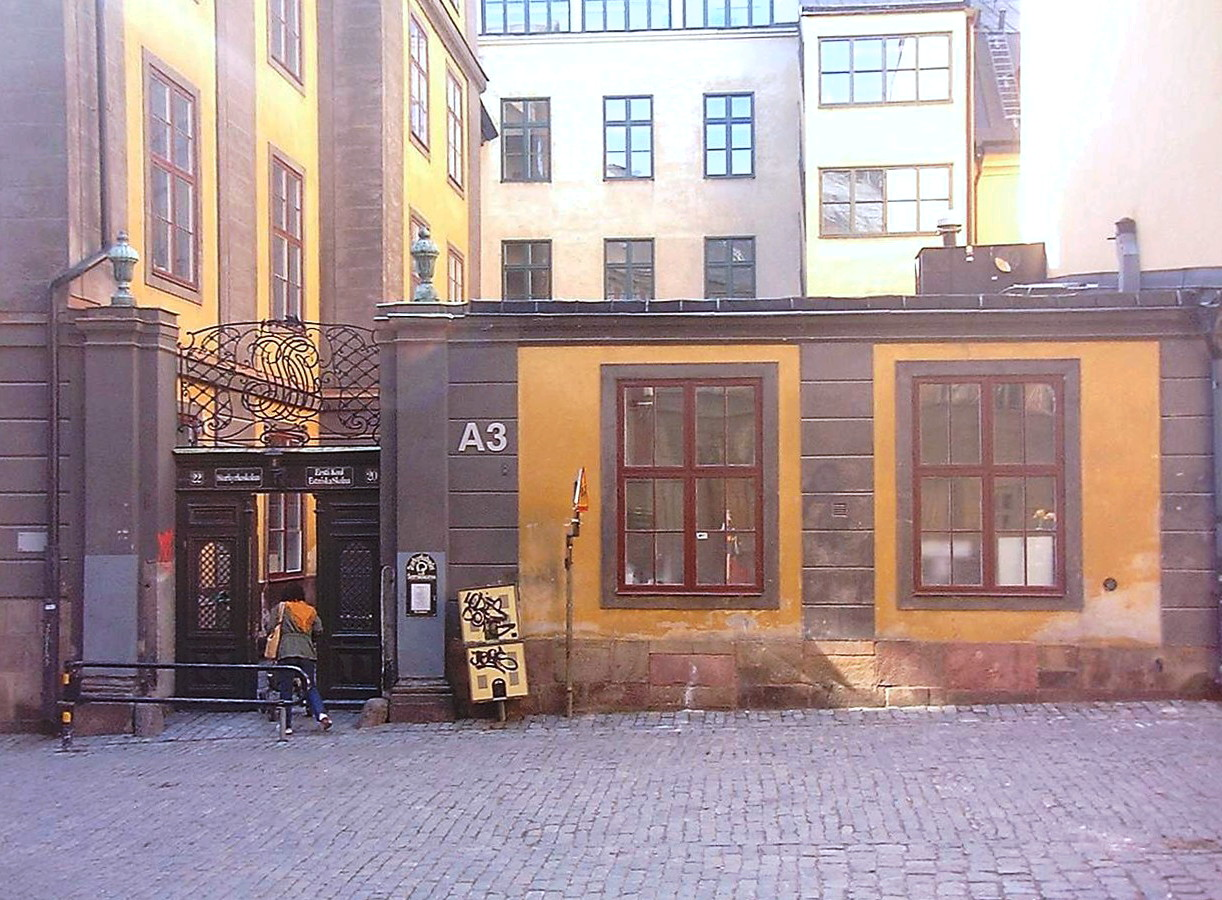
Ehrenstrahlska huset 2007